# Paul Nicholas
Paul Nicholas, all'anagrafe Paul Oscar Beuselinck, noto anche con lo pseudonimo di Paul Dean o Oscar (Peterborough, 3 dicembre 1944), è un attore, cantante e produttore teatrale inglese.

## Carriera

### Inizi come cantante
Iniziò la carriera nel 1960 come cantante di musica pop con il nome d'arte Paul Dean, formando il gruppo Paul Dean & the Dreamers. Fu per un periodo pianista nel gruppo di Screaming Lord Sutch e prese quindi il nuovo nome d'arte Oscar con cui pubblicò come solista alcuni singoli, tra i quali nel 1966 Join My Gang/A Day Gone By, con il primo brano scritto da Pete Townshend, e nel 1967 Over the Wall We Go/Every Day of My Life, il cui primo brano fu scritto dall'allora ventenne David Bowie. Questi dischi furono realizzati con il produttore australiano Robert Stigwood, con il quale diede vita a un sodalizio artistico che avrebbe contraddistinto l'intera carriera di Nicholas.

### I primi musical in teatro

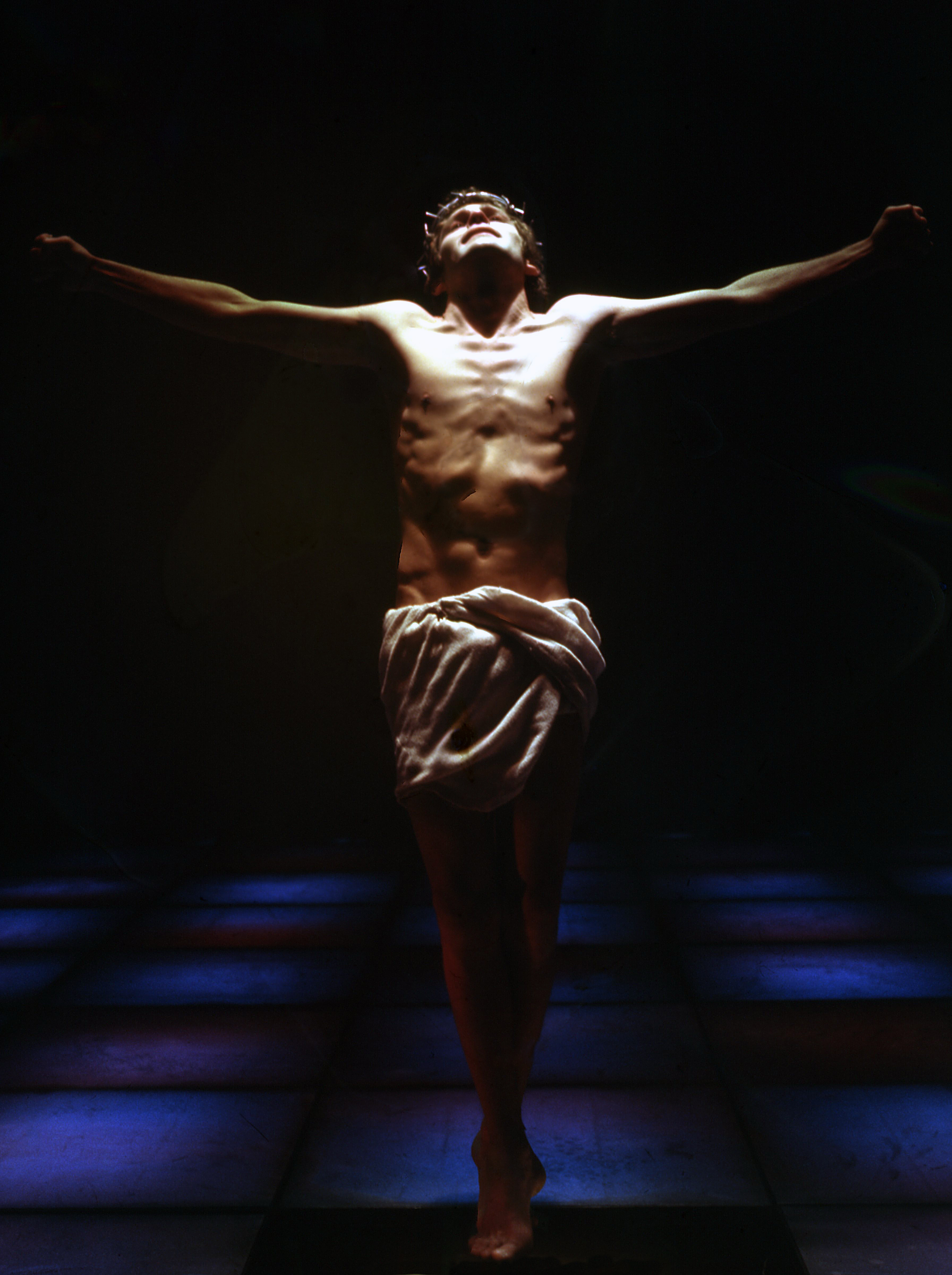
Paul Nicholas in Jesus Christ Superstar nel 1972.

Si dedicò quindi alla recitazione come Paul Nicholas specializzandosi nei musical in teatro, sotto il patrocinio di Stigwood. Il primo ruolo importante fu quello nel 1968 del protagonista Claude nel cast britannico di Hair, che Stigwood aveva portato a Londra. Gli venne poi affidata la parte di Gesù nella produzione originale londinese di Jesus Christ Superstar, quella di Danny in Grease e quella di Claudio in Molto rumore per nulla.

### Prime apparizioni in TV e al cinema
Il debutto in TV avvenne nel 1970 in un episodio della serie The Wednesday Play per la BBC1, mentre quello al cinema fu nel film di quello stesso anno New York Parigi per una condanna a morte (titolo originale Cannabis) con Serge Gainsbourg e Jane Birkin. L'anno dopo ebbe la parte dell'assassino Jacko in Terrore cieco, al fianco di Mia Farrow. Tra le più importanti pellicole in cui recitò in questo periodo vi furono Stardust di Michael Apted del 1974 e quelle del 1975 di Ken Russell Tommy, nel quale è il sadico cugino Kevin, e Lisztomania, dove recita nei panni di Richard Wagner.

### Successi discografici
Gli importanti film musicali di metà anni settanta in cui prese parte furono il veicolo promozionale per i suoi tre singoli discografici che nel 1976 entrarono nella Official Singles Chart. Reggae Like It Used To Be arrivò al 17º posto, Dancing with the Captain all'8º e Grandma's Party al 9º. L'anno dopo, il suo nuovo singolo Heaven on the 7th Floor giunse tra le prime 40 in UK, ma arrivò al nº 1 in Nuova Zelanda e al nº 6 della Billboard Hot 100 statunitense. In seguito non avrebbe più avuto successi di questa portata in campo discografico. Non entrarono nelle classifiche i suoi primi due album, Paul Nicholas del 1977 e On the Strip del 1978.

### Anni ottanta e novanta
Riprese la carriera cinematografica nel 1978 nel film Sgt. Pepper's Lonely Hearts Club Band e tra i film che seguirono vi fu Il cantante di jazz di Richard Fleischer del 1980, in cui è il rozzo cantante punk Keith Lennox. Nel 1981 tornò in teatro per l'esordio del musical di Andrew Lloyd Webber Cats, nel quale gli fu affidata la parte del ribelle e affascinante Rum Tum Tugger. Il tour di Cats lo tenne impegnato per circa un anno. Fu quindi Blondel nel musical omonimo di Tim Rice e Stephen Oliver. Il primo ruolo importante in TV lo ebbe nella situation comedy del 1983 Just Good Friends della BBC. La serie durò fino al 1986, ebbe un buon successo e valse a Nicholas una nomination per il premio BAFTA come miglior attore di commedia. Nel 1986 realizzò il suo terzo album che prese il nome della situation comedy e contiene la sigla del programma da lui cantata. Verso la fine degli anni ottanta prese parte a diversi episodi delle serie TV britanniche The Adventures of Spot (1987), Bust (1987-1988), per la quale ricevette una nuova nomination BAFTA,  e Close to Home (1989-1990).
Continuò per il resto della carriera ad alternare le apparizioni televisive, teatrali e cinematografiche. Tra i suoi lavori teatrali di quel periodo vi fu la versione di Joseph Papp dell'opera comica The Pirates of Penzance, durante le cui rappresentazioni fondò nel 1990 una società di produzione teatrale con il collega David Ian. La nuova attività avrebbe in seguito assorbito buona parte del suo tempo e gli avrebbe garantito ottime entrate. Tra i musical di maggior successo prodotti vi furono Jesus Christ Superstar, che vide Nicholas nuovamente nei panni di Gesù a vent'anni di distanza, e Grease, le cui rappresentazioni gli garantirono per molti anni rilevanti incassi. Tra i lavori successivi vi furono i musical Barnum, Singin' in the Rain, Rocky Horror Show, nel quale Nicholas debuttò alla regia, e Camelot del 1996, in cui fu re Artù. Nel tour di Barnum, che durò due anni e fu lo spettacolo che lo tenne impegnato sul palco più a lungo in carriera, recitò nel ruolo di Phineas Taylor Barnum, il fondatore del famoso circo Barnum.
Nicholas e Ian, con il supporto di Stigwood, produssero un tour britannico del musical Evita di Andrew Lloyd Webber e Tim Rice. Nicholas interpretò quindi re Artù anche per la produzione della BBC Radio 2 di Camelot. Fu il conduttore su BBC Radio 2 di due serie della rubrica Mad About Musical e dello special a lui dedicato Paul and Friends sulla Thames Television. Nel 1998 produsse il musical Saturday Night Fever, riduzione teatrale del film omonimo, che riscosse un buon successo dalla critica e dal pubblico londinese, ma si rivelò un fiasco nella successiva tournée britannica.

### Anni 2000 e 2010
Nel 2000 prese parte alla sitcom della BBC Sunburn e alla serie TV poliziesca Burnside. Portò poi in tournée teatrale nel Regno Unito Doctor Dolittle e il musical Fiddler on the Roof. Seguirono altre apparizione televisive in Doctors, Heartbeat, Holby City e Only Fools and Horses. Fu quindi protagonista e produttore per una tournée britannica del musical Jekyll & Hyde. Nel 2006 fondò la "Paul Nicholas School of Acting and Performing Arts", una scuola per insegnare a recitare a bambini e ragazzi tra i 4 e i 18 anni. Nel 2008 prese parte a 48 episodi della soap opera The Royal Today della TV britannica ITV e diresse e produsse una riduzione teatrale a Londra del romanzo di Dickens Racconto di due città. Nel 2009 fu Jack Point in The Yeomen of the Guard con la Carl Rosa Opera Company al Tower of London Festival.
Nel 2014, Nicholas fu protagonista e produttore del musical Blockbuster. Nel 2015 fu il giudice Wargrave in Dieci piccoli indiani e produttore in una nuova versione di Tommy all'Opera House di Blackpool. Quello stesso anno entrò nel cast della soap opera di BBC1 EastEnders, continuando ad interpretare la parte di Gavin Sullivan in 30 episodi fino al luglio 2016. Prese parte al musical A Christmas Carol e interpretò Neville Chamberlain nel film ceco e slovacco Masaryk del 2016.

## Discografia

### Album
- 1977 Paul Nicholas - RSO Records
- 1978 On the Strip - RSO
- 1986 Just Good Friends - K-Tel
- 1992 Jesus Christ Superstar [20th Anniversary London Cast Recording] - RCA Victor / RCA[11]
- 1993 That's Entertainment - Karussell (compilation di brani del periodo 1976-1980)
- 2008 Remember Me Forever - Airgo

### Singoli
come Paul Dean
- 1966 She Can Build A Mountain - Reaction

come Oscar
- 1966 Club of Lights - Reaction
- 1966 Join My Gang - Reaction
- 1966 Holiday - Reaction
- 1967 Over the Wall We Go - Reaction
- 1967 Open Up the Skies - Polydor

come Paul Nicholas
- 1968 Where Do I Go - Polydor
- 1969 Who Can I Turn To - Polydor
- 1970 Freedom City - Polydor
- 1971 The World Is Beautiful - Polydor
- 1974 I Hit the Jockpot - Epic Records
- 1974 DJ Saturday Night - Epic
- 1975 Shuffling Shoes - RSO Records
- 1976 Reggae Like It Used To Be - RSO
- 1976 Dancing with the Captain - RSO
- 1976 Grandma's Party - RSO
- 1977 If You Were the Only Girl in the World - RSO
- 1977 Heaven On The 7th Floor - RSO
- 1978 On the Strip - RSO
- 1979 Two Up Two Down - RSO
- 1979 Yesterday's Hero - RSO
- 1980 Magical Mr. Mistoffelees - Polydor
- 1981 No News - RSO
- 1983 House of Rock - Flying Records
- 1983 Least of My Troubles - MCA
- 1984 Just Good Friends - Flying Records
- 1986 Don't Wanna Go Home Alone-  K-Tel

## Filmografia

### Attore

#### Cinema
- New York Parigi per una condanna a morte (Cannabis), regia di Pierre Koralnik (1970)
- Femmine carnivore (Die Weibchen), regia di Zbynek Brynych (1970) Non accreditato
- Terrore cieco (Blind Terror), regia di Richard Fleischer (1971)
- What Became of Jack and Jill?, regia di Bill Bain (1972)
- Stardust: Una stella nella polvere (Stardust), regia di Michael Apted (1974)
- Tommy, regia di Ken Russell (1975)
- Three for All, regia di Martin Campbell (1975)
- Lisztomania, regia di Ken Russell (1975)
- Sgt. Pepper's Lonely Hearts Club Band, regia di Michael Schultz (1978)
- Il mondo di una cover girl (The World Is Full of Married Men), regia di Robert Young (1979)
- Yesterday's Hero, regia di Neil Leifer (1979)
- La febbre del successo (Il cantante di jazz) (The Jazz Singer), regia di Richard Fleischer e Sidney J. Furie (1980)
- Alice (Alicja), regia di Jacek Bromski e Jerzy Gruza (1982)
- Lo schiaccianoci (Nutcracker), regia di Anwar Kawadri (1982)
- Invitation to the Wedding, regia di Joseph Brooks (1983)
- Lyrics by Tim Rice, regia di Ian Bolt (1985) Uscito in home video
- Even Break, regia di Giles Bury - cortometraggio (1987)
- Dear World - A Musical Fable, regia di Gillian Lynne (2013) Uscito in home video
- Gridiron UK, regia di Gary Delaney (2016)
- Masaryk, regia di Julius Sevcík (2016)

#### Televisione
- The Wednesday Play – serie TV, 1 episodio (1970)
- Till Death Us Do Part – serie TV, 1 episodio (1972)
- Doppia sentenza (Softly Softly: Task Force) – serie TV, 1 episodio (1974)
- Play for Today – serie TV, 1 episodio (1976)
- Two Up, Two Down – serie TV, 6 episodi (1979)
- CHiPs – serie TV, 1 episodio (1980)
- Lady Killers – serie TV, 1 episodio (1980)
- Plays for Pleasure – serie TV, 1 episodio (1981)
- Doubting Thomas, regia di John Bartlett – film TV (1983)
- Just Good Friends – serie TV, 22 episodi (1983-1986)
- Creepy Crawlies – serie TV, 39 episodi (1987-1988)
- Bust – serie TV, 12 episodi (1987-1988)
- Close to Home – serie TV, 19 episodi (1989-1990)
- Sunburn – serie TV, 6 episodi (2000)
- Burnside – serie TV, 4 episodi (2000)
- Doctors – serie TV, 3 episodi (2000-2012)
- Metropolitan Police (The Bill) – serie TV, 1 episodio (2003)
- Holby City – serie TV, 1 episodio (2006)
- Heartbeat – serie TV, 1 episodio (2006)
- The Royal Today – serie TV, 48 episodi (2008)
- Consuming Passion: 100 Years of Mills & Boon, regia di Dan Zeff – film TV (2008)
- Missing – serie TV, 1 episodio (2010)
- EastEnders – serie TV, 32 episodi (2015-2016)

### Doppiatore
- The Adventures of Spot – serie d'animazione, 25 episodi (1987-1993)
- Spot's Magical Christmas, regia di Leo Nielsen (1995) Uscito in home video
- Calling All Toddlers, regia di vari registi (1999) Uscito in home video
- Everything But the Kitchen in Sync, regia di Alexander Holt e Lance Roehrig - cortometraggio (2006)